# Babacar Gueye
Babacar M'Baye Gueye (Dakar, 2 marzo 1986) è un ex calciatore senegalese, di ruolo attaccante.

## Palmarès

### Club

#### Competizioni nazionali
- Ligue 2: 1

Metz: 2006-2007